# Ove König
Ove König (* 25. Juni 1950 in Askersund; † 23. Juli 2020 in Alingsås) war ein schwedischer Eisschnellläufer.
Der Sprintspezialist belegte bei den ersten Sprintweltmeisterschaften 1970 in West Allis den 8. Platz, ein Jahr später errang er die Silbermedaille hinter Erhard Keller aber noch vor Ard Schenk. Bei den Olympischen Winterspielen 1972 in Sapporo kam er über 500 Meter auf den 7. Platz und bei den Weltmeisterschaften in Eskilstuna nochmals auf den 5. Platz.
1973 wechselte er zu den Profis und errang dort noch einmal eine Bronzemedaille.